# LU-540
La carretera LU-540 (anteriormente denominada C-640) es una carretera comarcal administrada por la Junta de Galicia que discurre por la provincia de Lugo. Esta carretera discurre de norte a sur, uniendo la ciudad de Vivero, situada en la franja costera de la Mariña Occidental con la localidad de Germade, situada en la comarca de la Tierra Llana de Castro Rey.
Comienza su trazado en el centro del núcleo urbano de la ciudad de Vivero, que une con la carretera  LU-862 . La carretera continua en dirección sur, hacia Orol, atravesando la Sierra del Gistral en el alto del puerto de A Gañidoira, para finalmente terminar en la rotonda situada en la parroquia de Cabreiros, a las afueras de Germade, uniéndose en este sitio a la autovía autonómica  AG-64 .
- Datos: Q5961773